# Fortignathus
Fortignathus — викопний рід дирозавридів чи пейрозавридів, відомих із пізньокрейдяної формації Ечкар у Нігері. Він містить один вид, Fortignathus felixi, який спочатку був названий як вид Elosuchus у 2002 році.